# Токата
Токата (од итал. tоccаrе „такнути", „додирнути") је композиција намењена инструменту с диркама (оргуље, чембало, клавир) у којој долази до изражаја виртуозност извођача. Појавила се у Италији почетком XVI веka. У почетку нема одређен облик већ означава инструменталну композицију насталу самостално, независно о вокалним предлошцима. По свом импровизацијском карактеру сродна је прелудијуму и фантазији, иако већ у најранијим примерцима показује и многе властите карактеристике. У њој је тежиште на виртуозности и максималном коришћењу свих техничких могућности инструмента. Крајем XVI веka термин токата употребљава се у Италији и за краће оргуљске уводе у богослужењу. Италијанска оргуљска токата доживљава врхунац у делима Ђиролама Фрескобалдија. Он хомофоне одломке токата повезује бриљантним пасажима, а формалну заокруженост постиже мотивским јединством. У Италијанској чембалистичкој литератури тога времена (А. и Д. Скарлати, Ф. Дуранте) токата је или завршни став свите или самостална композиција. Вишеделни облик токате преузели су и музичари изван Италије.